# Francesco Michiel

Stemma Michiel

Francesco Michiel (Venezia, inizi del Trecento – Venezia, 1349 circa) è stato un arcivescovo cattolico italiano.

## Biografia
Appartenente al patriziato veneziano, di lui non si hanno notizie sino all'8 settembre 1333 quando fu eletto arcivescovo di Ravenna in sostituzione del defunto Guido dei Roberti. L'avvenimento va inquadrato nel momento storico in cui si trovava la Chiesa della città: da una parte incombeva la Serenissima, intesa ad estendere la propria influenza economica a scapito dei centri romagnoli, dall'altra pesava la cattività avignonese con l'assenza del pontefice da Roma.
Proprio per quest'ultimo motivo il Michiel ottenne la consacrazione solo il 18 settembre 1334 e rimase nella città natale fino all'anno successivo, governando la propria sede per mezzo del vicario Ugo Bagnolo. Secondo Giuseppe Luigi Amadesi questo ritardo non fu dovuto solo alla lontananza geografica, ma anche dalla difficile trattativa tra la corte avignonese e i procuratori del prelato attorno ai compensi da offrire «pro servitiis papae et cardinalium» per il conferimento del pallio, calcolati in base alle rendite della sede ravennate.
Il 12 ottobre 1335 prese possesso del castello di Oriolo, proprietà dell'arcidiocesi di Ravenna che era stata occupata dagli abitanti con il sostegno della famiglia Ordelaffi e dei Forlivensi. Subito Sinibaldo Ordelaffi, capitano di Forlì e Cesena, si mise a capo di un esercito, rioccupò la fortezza e incarcerò il vescovo con tutta la sua famiglia. Ma poco dopo intervenne papa Benedetto XII, il quale scomunicò l'Ordelaffi e ordinò al rettore di Romagna di citarlo in giudizio con l'accusa, tra l'altro, di maltrattamenti ai danni del prigioniero.
Per il resto la sua attività vescovile fu di scarso rilievo. Da una lettera del 15 settembre 1335 inviata dal Michiel a Napoleone de Tibertis, priore degli ospitalieri, sappiamo che aveva donato ai cavalieri di quell'Ordine la chiesa di San Giorgio ai Portici, nei pressi della loro sede ravennate.
In data imprecisata, certamente prima del 25 settembre 1342, fu nominato arcivescovo di Candia, per passare poi alla diocesi di Patara. Non visse mai in queste sedi e rimase sempre a Venezia dove probabilmente morì attorno al 1349.